# Maninjau
Maninjau (indonez. Danau Maninjau) – jezioro kalderowe w Indonezji na Sumatrze w górach Barisan; leży na wysokości 471 m n.p.m. Powierzchnia 99,5 km², głębokość do 460 m, średnia temperatura wody 30°C. 
Okolice jeziora są znanym miejscem uprawiania paralotniarstwa.